# Great Wilbraham
Great Wilbraham är en ort och civil parish i Storbritannien.   Den ligger i distriktet South Cambridgeshire i grevskapet Cambridgeshire i riksdelen England, i den sydöstra delen av landet, 80 km norr om huvudstaden London. Great Wilbraham ligger 21 meter över havet och antalet invånare är 639.
Terrängen runt Great Wilbraham är platt. Runt Great Wilbraham är det ganska tätbefolkat, med 149 invånare per kvadratkilometer. Närmaste större samhälle är Cambridge, 10,3 km väster om Great Wilbraham. Trakten runt Great Wilbraham består till största delen av jordbruksmark.